# 郭麟阁
郭麟阁（1904年—1984年），别名郭炳汉，男，河南西平人，中国法语语言文学家，曾任北京大学教授，第六届全国政协委员。